# Небесний суд
Небесний суд — чотирисерійний фільм. Драма. Прем'єра відбулася в 2011. Режисер і сценарист Олена Званцова. Виробництво: Росія, «Централ Партнершип». Тривалість: 4 x 45:00. Заборонений до показу та поширення в Україні з 2014 року.

## Сюжет
Після смерті кожен з нас постає перед судом, який відправляє душу або … ні, не в рай чи пекло, а в «сектор спокою» або «сектор роздумів». На терезах зазвичай — останній вчинок людини, в якому, як у краплі, відбивається все його попереднє життя. Але дати правильну оцінку цьому вчинку часом досить непросто. Для цього і існує небесний суд. І судять на цьому суді такі ж люди, тільки померлі трохи раніше, і засуджені до цієї роботи, яка по суті своїй теж «сектор роздумів» …

## Ролі та виконавці
- Костянтин Хабенський — Андрій, прокурор першого ступеня
- Михайло Пореченков — Веніамін, адвокат
- Даніела Стоянович — Вероніка Мітровіч, вдова Андрія
- Микита Звєрєв — Микита Михайлович Лазарєв, новий супутник Вероніки
- Інгеборга Дапкунайте — Працівниця відділу сновидінь Морфея
- Дмитро Мар'янов — тіло, для повернення у світ живих
- Ганна Міхалкова — Люція Аркадіївна, стоматолог
- Олег Мазуров — Антоніо Луїджі Аморе
- Артур Ваха — Серджіо Аморе
- Сергій Барковський — Сава Мефодійович, підсудний
- Євгенія Добровольська — Ганна Володимирівна, свідок
- Ігор Гаспарян — тіло
- Юрій Іцков — Август Карлович, зберігач тіл
- Юрій Орлов — суддя
- Яна Сексте — Ліліт
- Віталій Коваленко — Денис Рибаков
- Ера Зіганшина — тіло, жінка на кладовищі

## Заборона показу та поширення в Україні
В кінці листопада 2014 року актор фільму Михайло Пореченков здійснив незаконну поїздку в непідконтрольний Україні Донецьк, де разом з терористами ДНР стріляв ймовірно по позиціях українських військових у Донецькому аеропорту. Служба безпеки України також запідозрила актора у розстрілах мирних мешканців Донецька. Після розголосу цих подій зчинився скандал. Активісти кампанії «Бойкот російського кіно» вимагали заборонити в Україні фільми за участю Михайла Пореченкова. 31 листопада 2014 року Державне агентство України з питань кіно за поданням Міністерства культури України та Служби безпеки України скасовує дозволи на розповсюдження та показ 69-ти фільмів і телесеріалів за участю Михайла Пореченкова, серед яких і фільм «Небесний суд».